# Everybody Votes Channel
O Everybody Votes Channel (oficialmente conhecido em Portugal como Canal Everybody Votes e na tradução independente como Canal de Opiniões) foi um canal da Wii o qual dava ao usuário a opção de votar em enquetes e comparar as opiniões com amigos, familiares e pessoas ao redor do mundo.
O canal foi lançado em 13 de fevereiro de 2007 e descontinuado em 27 de junho de 2013 junto com Check Mii Out Chanel, Nintendo Channel, News Channel e Forecast Channel. O serviço podia ser baixado pelo Wii Shop Channel.

## Conteúdo
O Everybody Votes Channel possuia enquetes com duas opções de respostas. Existiam três perguntas regionais, no qual, o jogador averiguaria seu voto com o de seu país, e uma ou mais perguntas globais, as quais os votos eram mostrados por países participantes. Perguntas regionais eram adicionadas todas as terças, quartas e sextas, totalizando 3 novas perguntas por semana. As perguntas globais eram postadas duas vezes por mês.
Ao acessar a página inicial do canal, os usuários possuíam a opção de votar nas enquetes dísponiveis com os Miis registrados. Os jogadores podiam adicionar até seis jogadores diferentes representados pelos seus Miis. O canal gravava todos os votos dados, comparando com o de outros do mesmo console.
Depois de algumas horas, quando as enquetes forem encerradas, o resultado da enquete era divulgado, num gráfico circular que mostrava a porcentagem das respostas dadas. Para as regionais, um mapa do país era mostrado com os estados e sua predominância de votos. Nas enquetes globais, era mostrado uma lista de países e o resultado de cada opção.

### Sugerir uma pergunta
Os usuários tinham a opção de enviar uma pergunta por dia, que poderia ser utilizada futuramente em novas enquetes pela Nintendo. As perguntas não podiam conter informações pessoais.